# The Confirmation
Pour les articles homonymes, voir Confirmation (homonymie).
Pour plus de détails, voir Fiche technique et Distribution.
The Confirmation est un drame canadien réalisé par Bob Nelson, sorti en 2016.

## Synopsis
Un père divorcé et son jeune fils distant passent un week-end ensemble à la recherche d'une boîte à outils volée, sa seule chance d'obtenir de rares boulots payés. Leur quête soudera leur relation père-fils.

## Fiche technique
- Titre original et français : The Confirmation
- Réalisation et scénario : Bob Nelson
- Photographie : Terry Stacey
- Montage : Steven Rasch
- Production : Bob Nelson et Todd Hoffman
- Musique : Jeff Cardoni
- Société(s) de distribution : Saban Films
- Pays d'origine :  États-Unis
- Langue : anglais
- Genre : Drame
- Durée : 90 minutes
- Dates de sortie : 
  -  États-Unis : 18 mars 2016
  -  France : 12 janvier 2018 (e-Cinéma)

## Distribution
- Clive Owen : Walt
- Jaeden Lieberher : Anthony
- Maria Bello : Bonnie
- Robert Forster : Otto
- Tim Blake Nelson : Vaughn
- Patton Oswalt : Drake
- Matthew Modine : Kyle
- Stephen Tobolowsky : Père Lyons
- Spencer Drever : Allen
- Michael Eklund : Tucker
- Ryan Robbins : Trout